# Nick Roud
Nicholas ”Nick” Roud, född 26 maj 1989, är en brittisk skådespelare. Han är mest känd för sin roll som George Llewelyn Davies i familjefilmen Finding Neverland, tillsammans med bland andra Kate Winslet, Freddie Highmore och Johnny Depp.
Han har också medverkat i TV-serierna "Island at War" och "Ghosthunter".